# Herman Heinsbroek
Hermanus Philippus Johannes Bernardus Heinsbroek, dit Herman Heinsbroek, né le 12 janvier 1951 à Schiedam, est un entrepreneur et homme politique néerlandais. Il est anciennement membre de la Liste Pim Fortuyn (LPF), pour laquelle il est ministre des Affaires économiques entre juillet et octobre 2002 dans le premier cabinet de Jan Peter Balkenende.

## Biographie

### Une formation de diplomate
Il obtient en 1975 un doctorat en droit civil et des affaires à l'université Érasme de Rotterdam. Il s'inscrit ensuite à une formation de diplomate d'une durée d'un an.
Il y fait la connaissance de Jaap de Hoop Scheffer, futur ministre néerlandais des Affaires étrangères et secrétaire général de l'OTAN. Il se trouve affecté d'abord à Istanbul, puis à Bruxelles. À l'issue de sa formation, en 1976, il devient stagiaire chez CBS Records.

### Carrière dans le privé
La même année, il fonde un cabinet de consultants, spécialisé dans les relations entre les entreprises et l'administration publique. Il retourne en 1978 chez CBS, où il travaille comme juriste, puis directeur adjoint.
En 1979, il est recruté par Arcade Benelux BV au poste de directeur général. Il y renonce quatre ans plus tard pour devenir président du conseil d'administration d'Arcade Beheer BV jusqu'en 1998. Il quitte l'entreprise à cette date et fonde la société Valinda Investments BV, dont il prend la direction.

### Engagement en politique

#### Bref ministre avec la LPF
Il vote initialement pour le Parti populaire pour la liberté et la démocratie (VVD). Le 22 juillet 2002, Herman Heinsbroek est nommé à 51 ans ministre des Affaires économiques dans le premier cabinet du chrétien-démocrate Jan Peter Balkenende sur proposition de la Liste Pim Fortuyn (LPF), dont il n'est pas membre. Il y adhère cependant dès le mois d'août.
Rapidement, il s'oppose au vice-Premier ministre et ministre de la Santé Eduard Bomhoff pour le contrôle de la LPF, après l'assassinat de Pim Fortuyn. Tous deux finissent par remettre leur démission le 16 octobre, entraînant la chute du gouvernement.

#### L'échec de la LNP
Il quitte aussitôt la LPF et fonde la Liste Nouvelle politique (LNP) dès le 25 octobre suivant, dont il prend la direction. Il tente alors de se présenter aux élections législatives anticipées du 22 janvier 2003 mais doit renoncer, ne réussissant pas à recruter suffisamment de candidats. L'éphémère parti est dissous le 19 février 2003.

### Vie privée
Il est marié, père de quatre enfants et vit à Gooise Meren, en province de Hollande-Septentrionale.